# Milko Poptschew
Milko Poptschew (bulgarisch Милко Попчев, beim Weltschachbund FIDE Milko Popchev; * 11. November 1964) ist ein bulgarischer Schachspieler.

## Leben
Für die bulgarische Nationalmannschaft spielte er bei den Schacholympiaden 1992 in Manila und 1998 in Elista am zweiten Reservebrett mit einem Gesamtergebnis von 9,5 Punkten aus 14 Partien (+6 =7 −1). Die Balkaniade 1993 in Ankara konnte er mit der bulgarischen Nationalmannschaft gewinnen und erhielt zusätzlich eine individuelle Goldmedaille für sein Ergebnis von 3,5 Punkte aus 4 Partien am sechsten Brett.
Er gewann mehrere Turniere in Frankreich (zum Beispiel 2001 das Open in Saint-Affrique und 2003 das Open in Saint-Chély-d’Aubrac), der Slowakei (zum Beispiel 2009 das Open in Brezová pod Bradlom) und Tschechien (zum Beispiel 2005 das Open in Marienbad sowie 2009 das Open in Karviná und das 5. FIDE Open in Tábor).
Vereinsschach spielt beziehungsweise spielte er in Bosnien (2003 für den ŠK Bihać), Bulgarien (zum Beispiel bis 2006 für Lokomotive Plowdiw und ab 2009 für Lokomotive Sofia), Mazedonien (für BM Kisela Voda Skopje) und Serbien (2. Liga).
Seit 1987 trägt er den Titel Internationaler Meister, seit 1998 den Großmeister-Titel. 